# البطنة (السياني)

تعديل مصدري - تعديل

البطنة محلة تابعة لقرية حبيل الكور، التابعة لعزلة الازارق بمديرية السياني إحدى مديريات محافظة إب في الجمهورية اليمنية.، بلغ تعداد سكانها 110 حسب تعداد اليمن لعام 2004.